# Cinema (The Cat Empire)
Cinema è il quinto album in studio del gruppo musicale australiano The Cat Empire, pubblicato nel 2010.

## Tracce
1. Waiting – 3:08
2. Falling – 4:09
3. Feeling's Gone – 2:33
4. Only Light – 4:38
5. All Hell – 3:05
6. Shoulders – 5:05
7. The Heart Is a Cannibal – 4:05
8. Reasonably Fine – 3:59
9. Call Me Home – 4:05
10. On My Way – 3:17
11. Beyond All – 4:09